# Alhó
Alhó (németül: Markt Allhau, horvátul: Oljhava) mezőváros Ausztriában Burgenland tartományban a Felsőőri járásban.

## Fekvése
Felsőőrtől 8 km-re nyugatra a régi magyar határ mellett a Stegersbach partján fekszik.
A kataszteri közösségek Őribükkösd és Markt Alhau.

## Története
Területén már az ókorban is éltek emberek, ezt bizonyítják az itt talált római és kelta sírok. A mai település első írásos említése 1334-ben "Alho" néven történt. Német neve csak 1455-ben bukkan fel először "Allhaw" alakban. 1532-ben elpusztította a török. 1580 körül lakói többségben evangélikusok lettek. 1584-ben évi négy országos vásár tartására kapott jogot. 1781-ben a türelmi rendelet után Alhó önálló evangélikus egyházközség lett és a következő években felépült torony nélküli evangélikus temploma is. Régi katolikus templomát, melyet Szent Luca tiszteletére szenteltek 1697-ben említik először. 1776-ban újat építettek helyette.
Vályi András szerint " ALHA. Alhau. Népes német falu Vas Vármegyében, földes Ura Gróf Battyáni Uraság, lakosai katolikusok, és evangelikusok, fekszik Magyar Országnak szélén, keresztűl foly e’ helységen Stéger, v. Steiger víze, maga pedig a’ helység két hegy között Stájer Ország mellett egy szép hegyen épűltt; szőlő hegyei meglehetősek, mellyel a’ lakosoknak egy része foglalatoskodik; mások ellenben Ruszt, és Sopron felé, ’s Poson Vármegyében járnak szőlő munkára, némellyek pedig marhákkal kereskednek; Határja síkos, és termékeny, réttye kővér, erdeje elegendő, kereskedésre jó módgya, első Osztálybéli. " 
Fényes Elek szerint " Alhau, német m. város. Vas vármegyében, Stájerország szélén, 170 kath., 1390 ágostai lak., ágostai paroch. szentegyházzal, harminczaddal. Földjei nem igen termékenyek: rétjei jók; erdeje és szőlőhegye van. Lakosai marhával kereskednek. F. u. gr. Batthyáni Lajos tömege. " 
Vas vármegye monográfiája szerint " Alhó, a stájer határszélen fekvő nagy német község 295 házzal és 1850 részben ág. ev., részben r. kath. lakossal. Postája helyben van, távírója Felső-Eör. Körjegyzőségi és körorvosi székhely. Van önsegélyző egylete is. Ezelőtt határszéli vámmal bírt. Erdeiben régi, még ki nem kutatott sírhalmok vannak s az ekevas gyakran hoz felszínre régi fegyverdarabokat. Vidéke regényes. A községen folyik keresztül a Stegersbach patak. Földesurai a Batthyányiak voltak. Vásárjoga egyike a legrégiebbeknek; négyszer tart évenkint országos vásárt. A községben még fennáll a pellengér, hirdetve a község egykori nagyobb szerepét. Harminczad-hivatala is volt.."
1910-ben 2671 lakosa volt, melyből 2370 német, 42 magyar, 257 egyéb volt. Önkéntes tűzoltóegyletét 1912-ben alapították. A trianoni békeszerződésig mindkét község Vas vármegye Felsőőri járásához tartozott. 1921-ben Ausztria Burgenland tartományának része lett. 1971-ben a szomszédos Őribükkösddel egyesítették.
2001-ben lakossága 1769 fő volt, melyből 33 fő vallotta magát magyarnak.

## Nevezetességei
- Szent Luca tiszteletére szentelt római katolikus temploma 1776-ban épült. Főoltára 18. századi.
- Evangélikus temploma 1784 és 1786 között épült klasszicista stílusban. Tornya 1833-ban épült fel.
- A mezőváros ősi ítélkezési jogára emlékeztet a pellengér. Eredetije a katolikus templom előtt állt fából készített pellengér volt, melyet 1945 után kőoszlopra cseréltek fel.

## Itt születtek, itt éltek
- Renner Gusztáv ˙Alhó (Vas megye), 1845. január 16–1908) - jószágkormányzó, a kisbéri ménesbirtok volt igazgatója.